# Dan Garrett
Dan Garret (o Dan Garrett) è un personaggio immaginario dei fumetti pubblicato negli Stati Uniti d'America dalla Fox Feature Syndicate e poi da altri editori; è stato il primo a personificare Blue Beetle, supereroe del periodo Golden Age; questa versione del personaggio esordì in Mystery Men Comics n. 1 (agosto 1939) edito  per poi passare in una sua serie dedicata di sessanta numeri.

## Storia editoriale
Un personaggio popolare dell'era, ha avuto per poco un proprio fumetto, disegnato da Jack Kirby con uno pseudonimo e da altri, e uno show radiofonico di 48 episodi della durata di trenta minuti ognuno. Quando i supereroi sono passati di moda alla fine degli anni quaranta, Gardner Fox minimizzò l'aspetto supereroistico di Blue Beetle (le sue abilità super umane furono rimosse) e infine lo relegò a un ospite per le vere storie di crimine prima che il personaggio andasse in rovina.
I diritti sul personaggio di Blue Beetle vennero acquisiti dalla Charlton Comics che ristampò alcune storie in collane antologiche oltre alla serie Blue Beetle di quattro numeri da 18 a 21. Durante la Silver Age dei fumetti, la Charlton rivisitò il personaggio per una nuova serie di Blue Beetle che conservò il suo nome (ma aggiunse una seconda letteta "T"), ma nessun potere o origine nota. Questa versione di Blue Beetle era l'archeologo Dan Garrett, che ottenne superpoteri (forza, volo e l'abilità di generare i lampi) da uno scarabeo mistico che trovò durante uno scavo in Egitto, dove fu usato per imprigionare un malvagio faraone mummificato. Si sarebbe trasformato in Blue Beetle dicendo la parola "Kaji Dha!". Questa versione venne realizzata da Joe Gill e dal disegnatore Tony Tallarico.
Il personaggio di Dan Garrett ritornò brevemente in Blue Beetle (vol. 6), resuscitato dal suo mistico scarabeo per battersi col suo successore.
La versione Charlton di Blue Beetle venne riportata alla ribalta nel secondo numero della serie degli anni ottanta della DC Comics Origini Segrete, in cui le sue origini furono riscritte insieme a quelle di Ted Kord. Le successive apparizioni di Dan Garrett (nei flashback) inclusero camei o comparse in testate quali Infinity, Inc., Capitan Atomo, JLA:Anno Uno e Leggende dell'Universo DC.

## Personaggio
Il personaggio è figlio di un ufficiale di polizia ucciso da un criminale; Dan Garret indossò un giubbetto antiproiettili (descritto da lui come "sottile e leggero come la seta") e temporaneamente ottenne la forza super umana dopo aver ingerito la misteriosa vitamina 2-X.
Il cast di supporto rimase piuttosto stabile attraverso queste storie originali, e includeva Joan Mason, una reporter di cronaca criminale per il Daily Blade che voleva essere la protagonista delle sue storie, e Mike Mannigan, lo stereotipo del partner irlandese di Dan Garret nelle forze armate. Il Dottor Franz, un farmacista locale e l'inventore del vestito antiproiettili e della formula 2-X, giocò un largo ruolo nei primissimi numeri, ma infine se ne andò dalla squadra.

## Eredità
Booster Gold vol. 2 n. 22 (2007), stabilì che l'incarnazione del Blue Beetle-Daniel Garrett fece il suo debutto il 14 agosto 1939. Il Blue Beetle Jaime Reyes incontrò la nipote di Dan Garrett, Danielle, in Blue Beetle n. 9 (2007). Incontrò anche Dan stesso in Booster Gold vol. 2 n. 6.